# (5386) Bajaja
(5386) Bajaja es un asteroide perteneciente al cinturón de asteroides, descubierto el 1 de octubre de 1975 por el equipo del Observatorio Félix Aguilar desde el Complejo Astronómico El Leoncito, San Juan, Argentina.

## Designación y nombre
Designado provisionalmente como 1975 TH6. Fue nombrado Bajaja en honor al radioastrónomo argentino Esteban Bajaja que estuvo a cargo de la instalación y operación del primer radiotelescopio en Argentina, convirtiéndose así en uno de los primeros radioastrónomos en su país. Una de sus principales contribuciones fue la observación de las regiones HII en el hemisferio sur.

## Características orbitales
Bajaja está situado a una distancia media del Sol de 2,241 ua, pudiendo alejarse hasta 2,553 ua y acercarse hasta 1,930 ua. Su excentricidad es 0,138 y la inclinación orbital 9,461 grados. Emplea 1225,90 días en completar una órbita alrededor del Sol.

## Características físicas
La magnitud absoluta de Bajaja es 13,1. Tiene 6,331 km de diámetro y su albedo se estima en 0,305. 